# Kevin-Prince Boateng
Kevin-Prince Boateng (* 6. března 1987, Berlín, Západní Německo) je bývalý německý fotbalový záložník s ghanskými kořeny. Nastupoval za ghanskou reprezentaci, i když v mládežnických kategoriích reprezentoval Německo.

## Klubová kariéra
V srpnu 2013 přestoupil z AC Milán do německého FC Schalke 04. První gól dal 14. září 2013 ve svém druhém bundesligovém zápase proti 1. FSV Mainz 05, rozhodl tak o vítězství svého týmu 1:0. V lednu 2016 se vrátil zpět do AC Milanu. Od ledna 2019 je hráčem FC Barcelona.

## Přestupy
- - z Herthy Berlín do Tottenhamu Hotspur za 7 900 000 eur
  - z Tottenhamu Hotspur do Borussie Dortmund za 100 000 eur (hostování)
  - z Tottenhamu Hotspur do Portsmouth FC za 4 500 000 eur
  - z Portsmouth FC do Janova CFC za 5 700 000 eur (v roce 2010)
  - z Janova CFC do AC Milán za 3 000 000 eur (hostování)
  - z Janova CFC do AC Milán za 7 500 000 eur
  - z AC Milán do Schalke 04 za 10 000 000 eur
  - z Schalke 04 do AC Milán zadarmo
  - z AC Milán do UD Las Palmas zadarmo
  - z UD Las Palmas do Eintrachtu Frankfurt zadarmo
  - z Eintrachtu Frankfurt do US Sassuolo Calcio zadarmo
  - z US Sassuolo Calcio do FC Barcelona za 1 000 000 eur (hostování)
  - z US Sassuolo Calcio do ACF Fiorentina za 1 000 000 eur
  - z ACF Fiorentina do Beşiktaş JK (hostování)

## Statistiky

### Klubové
| Sezóna                  | Klub                    | Liga                    | Liga   | Liga | Ligové poháry | Ligové poháry | Ligové poháry | Kontinentální poháry | Kontinentální poháry | Kontinentální poháry | Celkem | Celkem |
| Sezóna                  | Klub                    | Soutěž                  | Zápasy | Góly | Soutěž        | Zápasy        | Góly          | Soutěž               | Zápasy               | Góly                 | Zápasy | Góly   |
| ----------------------- | ----------------------- | ----------------------- | ------ | ---- | ------------- | ------------- | ------------- | -------------------- | -------------------- | -------------------- | ------ | ------ |
| 2005/06                 | Hertha Berlín           | Bundesliga              | 21     | 2    | NP            | 2             | 0             | PU                   | 4                    | 0                    | 27     | 2      |
| 2006/07                 | Hertha Berlín           | Bundesliga              | 21     | 2    | NP            | 3             | 0             | PU                   | 2                    | 1                    | 26     | 3      |
| 2007/08                 | Tottenham               | Premier League          | 13     | 0    | AP+ALP        | 2+3           | 0             | PU                   | 3                    | 0                    | 21     | 0      |
| 2008/09                 | Tottenham               | Premier League          | 1      | 0    | AP+ALP        | 0+1           | 0             | -                    | 0                    | 0                    | 2      | 0      |
| 2009                    | Borussia Dortmund       | Bundesliga              | 10     | 0    | NP            | 1             | 0             | -                    | 0                    | 0                    | 11     | 0      |
| srpen 2009              | Tottenham               | Premier League          | 0      | 0    | AP+ALP        | 0+1           | 0             | -                    | 0                    | 0                    | 1      | 0      |
| Celkem za Tottenham     | Celkem za Tottenham     | Celkem za Tottenham     | 14     | 0    | -             | 7             | 0             | -                    | 3                    | 0                    | 24     | 0      |
| 2009/10                 | Portsmounth             | Premier League          | 22     | 3    | AP+ALP        | 5+0           | 2             | -                    | 0                    | 0                    | 27     | 5      |
| 2010/11                 | Milán                   | Serie A                 | 26     | 3    | IP            | 1             | 0             | LM                   | 7                    | 0                    | 34     | 3      |
| 2011/12                 | Milán                   | Serie A                 | 19     | 5    | IP+IS         | 0+1           | 0+1           | LM                   | 7                    | 3                    | 27     | 9      |
| 2012/13                 | Milán                   | Serie A                 | 29     | 2    | IP            | 1             | 0             | LM                   | 7                    | 1                    | 37     | 3      |
| 2013                    | Milán                   | Serie A                 | 0      | 0    | IP            | 0             | 0             | LM                   | 2                    | 2                    | 2      | 2      |
| 2013/14                 | Schalke 04              | Bundesliga              | 28     | 6    | NP            | 1             | 0             | LM                   | 6                    | 1                    | 35     | 7      |
| 2014/15                 | Schalke 04              | Bundesliga              | 18     | 0    | NP            | 1             | 0             | LM                   | 6                    | 0                    | 25     | 0      |
| 2015/16                 | Schalke 04              | Bundesliga              | 0      | 0    | NP            | 0             | 0             | EL                   | 0                    | 0                    | 0      | 0      |
| Celkem za Schalke 04    | Celkem za Schalke 04    | Celkem za Schalke 04    | 46     | 6    | -             | 2             | 0             | -                    | 12                   | 1                    | 60     | 7      |
| 2016                    | Milán                   | Serie A                 | 11     | 1    | IP            | 3             | 0             | -                    | 0                    | 0                    | 14     | 1      |
| Celkem za Milán         | Celkem za Milán         | Celkem za Milán         | 85     | 11   | -             | 6             | 1             | -                    | 23                   | 6                    | 114    | 18     |
| 2016/17                 | Las Palmas              | Primera División        | 28     | 10   | ŠP            | 1             | 0             | -                    | 0                    | 0                    | 29     | 10     |
| 2017/18                 | Eintracht Frankfurt     | Bundesliga              | 31     | 6    | NP            | 5             | 0             | -                    | 0                    | 0                    | 36     | 6      |
| 2018/19                 | Sassuolo                | Serie A                 | 13     | 4    | IP            | 2             | 1             | -                    | 0                    | 0                    | 15     | 5      |
| 2019                    | Barcelona               | Primera División        | 3      | 0    | ŠP            | 1             | 0             | LM                   | 0                    | 0                    | 4      | 0      |
| 2019/20                 | Fiorentina              | Serie A                 | 14     | 1    | IP            | 1             | 0             | -                    | 0                    | 0                    | 15     | 1      |
| 2020                    | Beşiktaş                | Süper Lig               | 11     | 3    | -             | 0             | 0             | -                    | 0                    | 0                    | 11     | 3      |
| 2020/21                 | Monza                   | Serie B                 | 24+1   | 5    | IP            | 0             | 0             | -                    | 0                    | 0                    | 25     | 5      |
| 2021/22                 | Hertha Berlín           | Bundesliga              | 18+1   | 0    | NP            | 2             | 0             | -                    | 0                    | 0                    | 21     | 0      |
| 2022/23                 | Hertha Berlín           | Bundesliga              | 16     | 0    | NP            | 1             | 0             | -                    | 0                    | 0                    | 17     | 0      |
| Celkem za Hertha Berlín | Celkem za Hertha Berlín | Celkem za Hertha Berlín | 77     | 4    | -             | 8             | 0             | -                    | 6                    | 1                    | 91     | 5      |
| Celkově                 | Celkově                 | Celkově                 | 408    | 58   | -             | 39            | 4             | -                    | 44                   | 8                    | 491    | 70     |

### Reprezentační

#### Statistika na velkých turnajích
| Reprezentace | Rok     | Zápasy              | Zápasy | Zápasy        | Zápasy           | Zápasy           | Zápasy            |
| Reprezentace | Rok     | Fáze turnaje        | Datum  | Soupeř        | Odehraných minut | Vstřelené branky | Výsledek          |
| ------------ | ------- | ------------------- | ------ | ------------- | ---------------- | ---------------- | ----------------- |
| Ghana        | MS 2010 | 1. zápas ve skupině | 13. 6. | Srbsko        | 90               | 0                | 1:0               |
| Ghana        | MS 2010 | 2. zápas ve skupině | 19. 6. | Austrálie     | 87               | 0                | 1:1               |
| Ghana        | MS 2010 | 3. zápas ve skupině | 23. 6. | Německo       | 90               | 0                | 0:1               |
| Ghana        | MS 2010 | Osmifinále          | 26. 6. | Spojené státy | 78               | 1                | 2:1 v prodl.      |
| Ghana        | MS 2010 | Čtvrtfinále         | 2. 7.  | Uruguay       | 120              | 0                | 1:1 (2:4 na pen.) |
| Ghana        | MS 2014 | 1. zápas ve skupině | 17. 6. | Spojené státy | 31               | 0                | 1:2               |
| Ghana        | MS 2014 | 2. zápas ve skupině | 21. 6. | Německo       | 53               | 0                | 2:2               |

#### Reprezentační branky
| Gól | Datum        | Stadion                                 | Soupeř        | Skóre | Výsledek | Soutěž                 |
| --- | ------------ | --------------------------------------- | ------------- | ----- | -------- | ---------------------- |
| 010 | 26. 6. 2010  | Royal Bafokeng Stadium, Rustenburg, JAR | Spojené státy | 0:1   | 1:2      | MS 2010 – osmifinále   |
| 02  | 19. 11. 2013 | Stadion 30. června, Káhira, Egypt       | Egypt         | 2:1   | 2:1      | kvalifikace na MS 2014 |

## Úspěchy

### Klubové
- vítěz  Italské ligy (1x)

Milán: 2010/11
- vítěz  Španělské ligy (1x)

Barcelona: 2018/19
- vítěz  Německého poháru (1x)

Eintracht Frankfurt: 2017/18
- vítěz  Anglického ligového poháru (1x)

Tottenham: 2007/08
- vítěz  Italského superpoháru (1x)

Milán: 2011

### Reprezentační
- 2× na MS (2010, 2014)

### Individuální
- Tým roku Serie A – 2010/11[15]